# Арлекиновый коралловый аспид
Арлекиновый коралловый аспид (лат. Micrurus fulvius) — вид ядовитых змей из семейства аспидов (лат. Elapidae).
Распространены в Северной Америке — на северо-востоке Мексики и юго-востоке часть США, северная граница ареала — штаты Индиана и Кентукки. Длина их до 1 м.
Имеют яркую окраску с характерными чёрными, красными и узкими жёлтыми кольцами.
Питаются мелкими ящерицами, различными земноводными и крупными насекомыми.
Укусы этих крупных змей представляют реальную угрозу для жизни человека. Доля смертельных исходов после укуса арлекинового аспида очень велика, без оказания помощи человек может погибнуть в течение 20—24 часов.